# Campionati europei juniores di scherma 2000
I Campionati europei juniores di scherma del 2000 (2000 European Juniors Fencing Championships) sono stati organizzati dalla Confederazione europea di scherma e si sono svolti ad Antalya, in Turchia.
Nel fioretto, si sono aggiudicati i titoli di campione europeo il tedesco Simon Senft, che ha battuto in finale il connazionale Peter Joppich, e la polacca Małgorzata Wojtkowiak che ha avuto la meglio sulla belga Krista Marcoen.
Nella spada l'ucraino Knovorost ha battuto in finale il tedesco Pfeifer, mentre tra le donne la russa Anna Sivkova ha superato la connazionale Ljubov' Šutova.
Nella sciabola il magiaro Tamás Decsi ha prevalso sul francese Simon Bedel, mentre la russa Elisaveta Gorst ha battuto la francese Léonore Perrus.
Nei campionati europei juniores a squadre maschili, la nazionale tedesca ha prevalso nella finale del fioretto contro la Francia, mentre la compagine polacca ha vinto nella spada contro la formazione francese, ed infine la nazionale russa ha avuto la meglio sulla compagine francese nella sciabola.
Nei campionati europei juniores a squadre femminili, la nazionale russa ha prevalso nella finale del fioretto contro la Germania, la Russia ha vinto nella spada contro la formazione polacca, ed infine la formazione russa ha avuto la meglio sulla compagine tedesca nella sciabola.

## Podi

### Uomini
| Specialità  | Oro                                     | Argento                               | Bronzo                               |
| Individuali |                                         |                                       |                                      |
| Fioretto    | Simon Senft                             | Peter Joppich                         | Javier Menéndez Rouslan Nassibouline |
| Spada       | Knovorost                               | Pfeifer                               | Michal Sobieraj Tomasz Motyka        |
| Sciabola    | Tamás Decsi                             | Simon Bedel                           | Vincent Anstett Viatcheslav Sazonov  |
| A squadre   |                                         |                                       |                                      |
| Fioretto    | Germania Simon Senft Peter Joppich -    | Francia -                             | Russia Rouslan Nassibouline -        |
| Spada       | Polonia Michal Sobieraj Tomasz Motyka - | Francia -                             | Germania Pfeifer -                   |
| Sciabola    | Russia Viatcheslav Sazonov -            | Francia Simon Bedel Vincent Anstett - | Ungheria Tamás Decsi -               |

### Donne
| Specialità  | Oro                                  | Argento        | Bronzo                          |
| Individuali |                                      |                |                                 |
| Fioretto    | Małgorzata Wojtkowiak                | Krista Marcoen | Jeszenski Ianna Rouzavina       |
| Spada       | Anna Sivkova                         | Ljubov' Šutova | Britta Heidemann Julie Préval   |
| Sciabola    | Elisaveta Gorst                      | Léonore Perrus | Aleksandra Socha Cossin         |
| A squadre   |                                      |                |                                 |
| Fioretto    | Russia Ianna Rouzavina -             | Germania -     | Polonia Małgorzata Wojtkowiak - |
| Spada       | Russia Anna Sivkova Ljubov' Šutova - | Polonia -      | Ungheria -                      |
| Sciabola    | Russia Elisaveta Gorst -             | Germania -     | Francia Léonore Perrus Cossin - |